# Encolpius albobarbatus
Encolpius albobarbatus là một loài nhện trong họ Salticidae.
Loài này thuộc chi Encolpius. Encolpius albobarbatus được Eugène Simon miêu tả năm 1900.